# Darren Randolph
Darren Edward Andrew Randolph (sinh ngày 12 tháng 5 năm 1987) là một cầu thủ bóng đá chuyên nghiệp người Ireland thi đấu ở vị trí thủ môn cho câu lạc bộ Championship West Ham United và đội tuyển quốc gia Ireland.